# I'd Rather Go Blind
I'd Rather Go Blind est une chanson de blues écrite par Ellington Jordan et co-créditée à Billy Foster et Etta James. Enregistrée pour la première fois par Etta James en 1967, elle est aujourd'hui considérée comme un standard du blues et de la soul, faisant l'objet de nombreuses reprises par différents artistes.

## Version originale par Etta James
Etta James écrit dans son autobiographie Rage To Survive qu'elle a entendu la chanson esquissée par son ami Ellington « Fugi » Jordan en lui rendant visite en prison. Elle écrit ensuite le reste de la chanson avec Jordan, mais pour des raisons fiscales, elle attribue son crédit à son partenaire de l'époque, Billy Foster, chanteur du groupe de doo-wop The Medallions.
Après le succès des enregistrements d'Aretha Franklin réalisés avec le producteur Rick Hall au studio FAME de Muscle Shoals, Alabama, pour Atlantic Records, le label Chess décide d'y envoyer sa principale vedette féminine pour travailler avec la même équipe. Etta James y enregistre I'd Rather Go Blind le 23 août 1967. La chanson sort en octobre 1967 chez Cadet Records, une filiale de Chess, en face B du single Tell Mama qui se classe no 10 dans les charts R&B du magazine Billboard et 23e dans le Billboard Hot 100. La chanson est également incluse dans l'album Tell Mama de 1968, et sur l'album Deep in the Night, produit par Jerry Wexler en 1978 où elle est intitulée Blind Girl.
Certains critiques jugent I'd Rather Go Blind d'une telle qualité émotionnelle et poétique que cela fait de cette parution l'un des grands singles à double face de cette période. Le critique Dave Marsh inclut la chanson dans son livre The Heart of Rock and Soul: The 1001 Greatest Singles Ever Made. Notant qu'Etta James a enregistré la chanson pendant une pause dans sa dépendance à l'héroïne, Marsh écrit que « la chanson fournit une grande métaphore de sa toxicomanie et intensifie l'histoire. ».

### Personnel
- Etta James : chant
- Gene « Bowlegs » Miller : trompette
- Charles Chalmers, Aaron Varnell : sax ténor
- Floyd Newman : sax baryton
- Carl Banks : orgue
- Spooner Oldham : orgue, piano
- Jimmy Ray Johnson, Albert Lowe Jr. : guitares
- David Hood : basse
- Roger Hawkins : batterie

## Autres versions
I'd Rather Go Blind est depuis enregistrée par une grande variété d'artistes, y-compris Clarence Carter sur son album de 1969 The Dynamic Clarence Carter. D'autres enregistrements incluent ceux de Little Milton, Chicken Shack, Koko Taylor, Man Man, Rod Stewart, BB King, Elkie Brooks, Paul Weller, Trixie Whitley, Ruby Turner, Marcia Ball, Sydney Youngblood, Barbara Lynn et Beyoncé.
La chanson atteint la 14e place du UK Singles Chart en 1969 dans une version du groupe de blues rock britannique Chicken Shack, avec Christine Perfect, qui deviendra plus tard la Christine McVie du groupe Fleetwood Mac. Après avoir quitté Chicken Shack, mais avant de rejoindre Fleetwood Mac, Christine enregistre également sa propre version de la chanson pour son premier album solo, Christine Perfect (1970).
La chanson est également enregistrée en 1972 pour Never a Dull Moment, le quatrième album de Rod Stewart. Etta James considère favorablement la version de Stewart dans son autobiographie, Rage to Survive.
Une version de la chanson est le 3e single du chanteur germano-américain Sydney Youngblood, culminant au 44e rang du UK Singles Chart. C'est la seule apparition de Youngblood dans les charts pop aux États-Unis, atteignant le no 46 du Billboard Hot 100 en octobre 1990, et le premier de ses deux succès dans les charts Hot R&B Singles, culminant au no 42.
Des versions sont exécutées par Paolo Nutini et par la chanteuse folk américaine Holly Miranda.
Beyoncé, qui interprète le rôle d'Etta James dans Cadillac Records en 2009, enregistre la chanson pour la bande originale du film.
Le chanteur de soul britannique Liam Bailey sort une version enregistrée à domicile de la chanson sur son EP 2am Rough Tracks en 2010 sur Lioness Records.
En 2011, Joe Bonamassa et Beth Hart incluent la chanson dans leur album Don't Explain. Lors du concert de 2012 pour le Kennedy Center Honors en l'honneur de Buddy Guy, Beth Hart reçoit une standing ovation pour son interprétation de la chanson accompagnée par Jeff Beck à la guitare.
En 2012, Mick Hucknall enregistre la chanson pour son album American Soul.
Les Allman Brothers jouent parfois cette chanson en concert avec Susan Tedeschi. Tedeschi et les guitaristes des Allman Brothers, Derek Trucks et Warren Haynes, interprètent leur version de la chanson à la Maison Blanche pour l'événement Red White and Blues en 2012.
Paloma Faith interprète la chanson en duo avec Ty Taylor aux BBC Proms en 2014.
Dua Lipa interprète une version live de la chanson en 2017 pour son EP Live Acoustic.
En 2018, Grace Potter enregistre la chanson aux studios FAME pour l'album hommage Muscle Shoals... Small Town, Big Sound .

## Dans la culture populaire
Au cinéma, I'd Rather Go Blind est incluse dans le film Cadillac Records de Darnell Martin en 2009 sur l'histoire du label Chess Records, dans lequel Beyoncé interprète le rôle d'Etta James. La version originale figure aussi dans le film Suicide Squad de David Ayer en 2016.
À la télévision, la chanson est un classique des émissions telle que American Idol, X Factor ou The Voice. On peut aussi l'entendre dans les séries Luck (2011, 1er épisode), Pretty Little Liars (2016, saison 7, épisode 6) et Sharp Objects (2018, 2e épisode).
Elle est utilisée dans le générique de fin du jeu vidéo Firewatch.